# LightScribe

LightScribe

LightScribe est une technique intégrée dans un graveur de disque optique permettant de graver des étiquettes monochromes sur des CD et DVD compatibles LightScribe. Ceci évite l'achat d'une imprimante à CD.
Depuis mi-2014 la fabrication de DVD LightScribe se réduit beaucoup ne laissant que 2 ou 3 fabricants faire encore des LightScribes dorés ou couleurs.
Le site de HP, concepteur de la technologie, lightscribe.com n'est plus actif depuis début 2014. HP ne commercialisant plus, pour sa part, de graveur LightScribe.

## Utilisation
On commence par graver les données (films personnels par exemple) au verso du disque comme d'habitude.
Une fois la gravure terminée, on retourne le média (CD ou DVD) et on le remet dans le graveur sur la face étiquette.
À l'aide d'un logiciel spécifique, on grave une étiquette monochrome au recto.

## Fonctionnement
La surface d'un disque LightScribe est recouverte d'une couche réactive qui change de couleur quand elle est exposée à un rayonnement laser infra-rouge (780nm). L'image ne s'altère pas, à condition de bien protéger le disque. Les labels LightScribe peuvent aussi bien être constitués d'images que de texte.
Les labels LightScribe sont gravés avec des cercles concentriques, du centre vers l'extérieur du disque. Le temps de gravure dépend donc de la taille, du contenu et de la qualité souhaité du label.

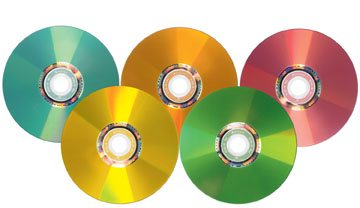
Disque LightScribe Coloré

La technique LightScribe ne permet qu'une impression monochrome en niveaux de gris. Pour pallier cette restriction, depuis la version v1.2 de la spécification (fin 2006), les disques LightScribe sont disponibles en différentes couleurs (Rouge, Vert, Jaune, Orange, Bleu Ciel principalement). La gravure reste monochrome, mais on peut à présent choisir quelle sera la couleur de fond du label.
Il n'est actuellement pas possible d'effacer un disque LightScribe, mais on peut compléter l'étiquette plusieurs fois de suite afin de compléter une image, rajouter du texte ou encore améliorer le contraste de certaines parties du dessin (on applique alors le même label sur un même disque plusieurs fois, ce qui renforce de plus en plus le noir). Un dispositif permet aux images d’être théoriquement bien alignées sans angle de rotation.
Il existe trois niveaux de qualité pour la gravure d'étiquette en fonction du rendu souhaité : brouillon (la plus rapide), moyen et haute résolution (gravure du label la plus lente). La durée d'impression peut ainsi varier de 15 à 40 minutes en fonction de la qualité désirée.
Cette modification doit être faite dans le menu des paramètres du système LightScribe que vous trouvez généralement dans le menu Programme sous le dossier "LightScribe", "LightScribe Direct Disk Labeling" ou "HP".
| - Un disque LightScribe Vierge. - Un disque LightScribe avec le logo de Wikipédia. |

## Logiciels
Les logiciels suivants (entre autres) permettent la gravure LightScribe :
- Le premier de tous qui est fourni avec tous les graveurs Lightscribe est "LightScribe Template Labeler". Il est fourni avec des idées d'étiquettes à compléter et il était possible de télécharger des packs supplémentaires,
- Nero CoverDesigner,
- LabelPrint
- Roxio Express Labeler
- Droppix Label Maker (pour Windows)

## Précautions d'emploi
- Éviter l'exposition à la lumière, du soleil en particulier.
- Éviter les sources de chaleur (lampe, soleil, voiture en été).
- Si le disque est taché, l'essuyer à l'aide d'un chiffon doux.
- Conserver le média dans son boîtier d'origine. Les pochettes en PVC (reconnaissables à leur forte odeur de plastique) peuvent altérer l'étiquette.

Ainsi proprement rangé, le label devrait rester intact pendant au moins 9 mois (minimum) si vous le conservez dans un boitier CD/DVD ou dans une enveloppe par exemple, il n'y a pas de durée définie.